# Xã Bloomer, Quận Marshall, Minnesota
Xã Bloomer (tiếng Anh: Bloomer Township) là một xã thuộc quận Marshall, tiểu bang Minnesota, Hoa Kỳ. Năm 2010, dân số của xã này là 89 người.